# Fuel Cells
Fuel Cells (abrégé en Fuel Cells) est une revue scientifique bimestrielle à comité de lecture qui publie des articles concernant les piles à combustible.
D'après le Journal Citation Reports, le facteur d'impact de ce journal était de 2,557 en 2009. L'actuel directeur de publication est Ulrich Stimming (Université technique de Munich, Allemagne).